# Stictostix cognata
Stictostix cognata är en skalbaggsart som beskrevs av Lea 1925. Stictostix cognata ingår i släktet Stictostix och familjen stumpbaggar. Inga underarter finns listade i Catalogue of Life.